# فينيسيوس (لاعب كرة قدم)
فينيسيوس هو لاعب كرة قدم برازيلي في مركز الهجوم، ولد في 29 فبراير 1964 في Três Rios ‏ في البرازيل. لعب مع نادي فلامنغو.

## وصلات خارجية
- فينيسيوس (لاعب كرة قدم) على موقع قاعدة بيانات كرة القدم.إي يو (الإنجليزية)